# Paul Wender
Paul Anthony Wender (1947) é um químico estadunidense. É professor da Universidade Stanford.
É membro da Academia Nacional de Ciências dos Estados Unidos (2003), da Academia de Artes e Ciências dos Estados Unidos (1992) e da Associação Americana para o Avanço da Ciência. Recebeu em 1988 o Prêmio Ernest Guenther. Em 2013 recebeu a Medalha e Dissertação Prelog.